# Kalininskaja (Krasnodar)
Kalininskaja (russisch Кали́нинская) ist eine Staniza in der Region Krasnodar in Russland mit 13.391 Einwohnern (Stand 14. Oktober 2010).

## Geographie
Der Ort liegt gut 50 km Luftlinie nordnordwestlich des Regionsverwaltungszentrums Krasnodar. Er befindet sich am Flüsschen Ponura, das weiter flussabwärts zu Bewässerungszwecken kanalisiert ist und schließlich gut 25 km nordwestlich in den Angelinski Jerik mündet, den äußersten rechten Arm im Mündungsdelta des Kuban.
Kalininskaja ist Verwaltungszentrum des Rajons Kalininski sowie Sitz und einzige Ortschaft der Landgemeinde Kalininskoje selskoje posselenije. Fast unmittelbar südöstlich schließt sich die etwa gleich viele Einwohner zählende Staniza Starowelitschkowskaja an, die ebenfalls zum Kalininski rajon gehört.

## Geschichte
1794 wurde die Siedlung des Popownitscheski kurin als eine der ersten 40 Kosakenansiedlungen im Kuban-Gebiet gegründet. Sie befand sich zunächst am rechten Ufer des Kuban und wurde 1808 an den heutigen Ort an der Ponura verlegt. 1842 erhielt die Siedlung als Popownitscheskaja den Status einer Staniza.
Von 1924 bis 1927 war die Staniza Verwaltungssitz des kurzlebigen Popownitscheski rajon. Am 31. Dezember 1934 wurde sie Zentrum des neu gegründeten Kaganowitscheski rajon, benannt nach dem sowjetischen Politiker Lasar Kaganowitsch (1893–1991). Am 12. September 1957 erfolgte die Umbenennung des Rajons in Kalininski, nach dem formellen Staatsoberhaupt der Sowjetunion bis zu seinem Tod 1946, Michail Kalinin. Zugleich erhielt die Staniza ihren heutigen Namen.
Am 1. Februar 1963 wurde der Rajon vorübergehend aufgelöst, bis er am 5. April 1978 aus Teilen der Nachbarrajons wiederhergestellt wurde.

### Bevölkerungsentwicklung
| Jahr | Einwohner |
| ---- | --------- |
| 1939 | 7.004     |
| 1959 | 6.163     |
| 1979 | 9.035     |
| 1989 | 11.263    |
| 2002 | 13.192    |
| 2010 | 13.391    |

Anmerkung: Volkszählungsdaten

## Verkehr
Wenig südöstlich von Kalininskaja, näher zur Staniza Starowelitschkowskaja, befindet sich bei Streckenkilometer 94 die Bahnstation Welitschkowka der auf diesem Abschnitt 1915 eröffneten und seit 1987 elektrifizierten Eisenbahnstrecke Krymskaja – Timaschewskaja, Teil der weiträumigen westlichen Umfahrung von Krasnodar. Der Bahnstrecke folgt die Regionalstraße 03K-015 Timaschewsk – Poltawskaja.